# North Wales Police
North Wales Police (wal. Heddlu Gogledd Cymru) – brytyjska formacja policyjna, pełniąca funkcję policji terytorialnej na obszarze walijskich jednostek administracyjnych Anglesey, Conwy, Denbighshire, Flintshire, Gwynedd i Wrexham. Według stanu na 31 marca 2012, służba liczy 1454 funkcjonariuszy.

## Galeria

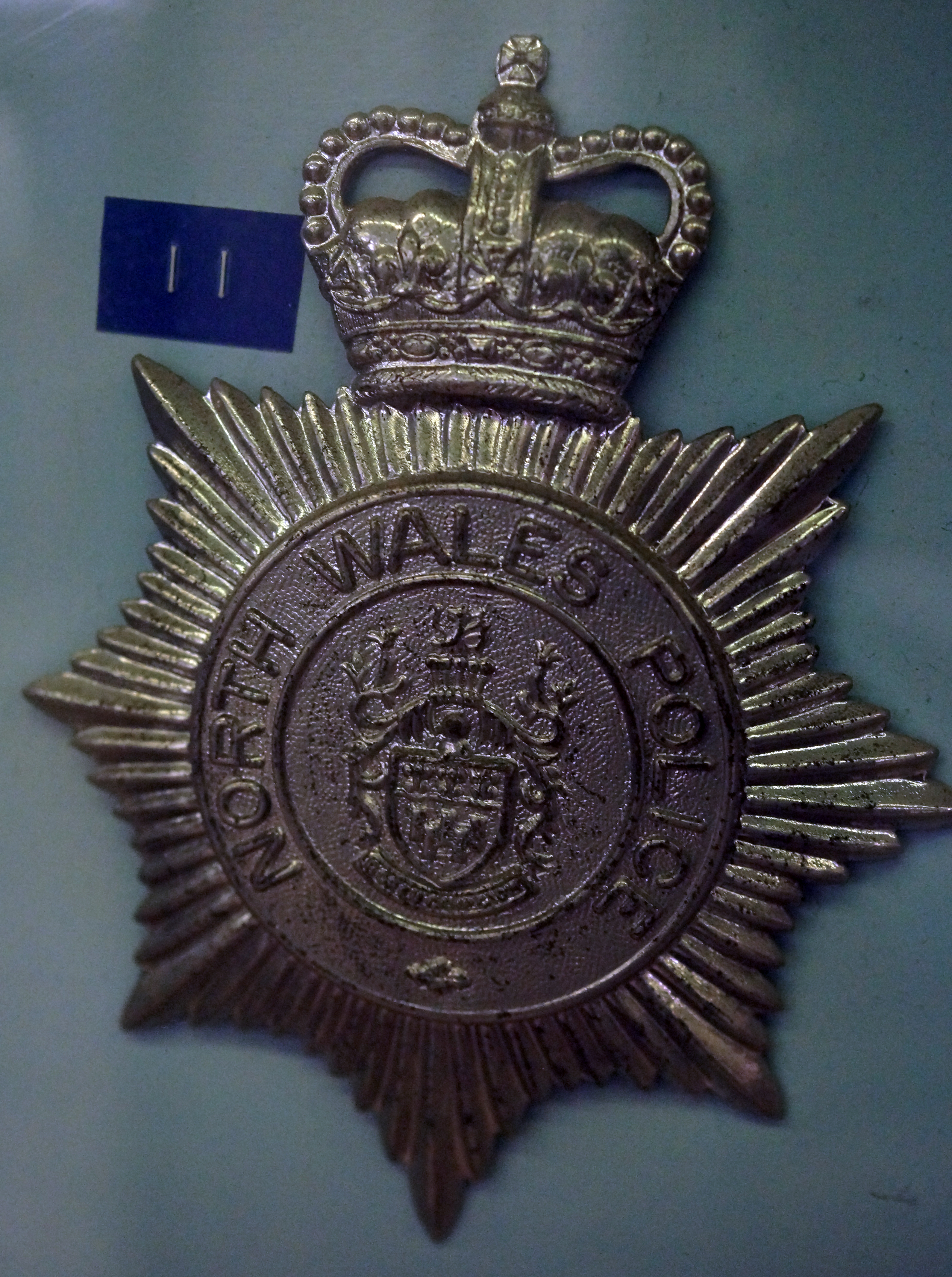
Odznaka z emblematem North Wales Police